# Nongoma (KwaZulu-Natal)
Nongoma ist eine Stadt in der südafrikanischen Provinz KwaZulu-Natal. Sie befindet sich in der gleichnamigen Gemeinde in Distrikt Zululand. Die Stadt liegt 300 Kilometer nördlich von Durban und 56 Kilometer von Ulundi. Nongoma ist vom Ngome-Wald umgeben. Sie ist eine Marktstadt mit einem großen Einzugsgebiet. 2011 hatte Nongoma 7629 Einwohner.

## Geschichte
Das Gebiet um Nongoma war früher die Heimat von König Zwide, einem Herrscher der Ndwandwe im späten 18. Jahrhundert, der von Shaka zu Beginn der Mfecane-Kriege besiegt wurde. Am 30. März 1883 besiegte das Zulu-Regiment Mandlakazi unter Zibhebhu das Zulu-Regiment uSuthu des Königs Cetshwayo im Msebe-Tal in der Nähe von Nongoma.
Die Stadt selbst wurde erst 1887 mit dem Bau des Fort Ivuna gegründet. Das Gebiet um das Fort diente den Briten als Pufferzone zwischen den sich zueinander kriegerisch verhaltenden Zulu-Gruppierungen. Ursprünglich hieß der Ort Ndwandwe. Später wurde er jedoch nach dem Namen der heiligen Stätte umbenannt, den ihm die hier ansässigen Stammesangehörigen gaben: KwaNongoma („Ort der Hellseherin“). Im Juni 1888 wurde Nongoma von der Zulu-Gruppierung uSuthu zerstört, jedoch danach wiederaufgebaut. Das Fort wurde auch während der Bambatha-Rebellion von 1906 genutzt.
Drei Zulu-Herrscher wurden in der Gegend um Nongoma begraben:
- Solomon ka Dinizulu (1891–1933), der Sohn von Dinizulu
- Cyprian Bhekuzulu kaSolomon (1924–1968), Sohn von König Solomon ka Dinuzulu und Vater von Goodwill Zwelithini kaBhekuzulu.
- Goodwill Zwelithini kaBhekuzulu (1948–2021), Sohn von König Cyprian Bhekuzulu ka Solomon und Vater des gegenwärtigen Zulu-Königs Misuzulu Zulu

In Nongoma existierte während der Apartheid eine höhere Spezialschule, an der Söhne von Chiefs und anderen traditionellen Stammesführern aus der demographischen Gruppe der Zulu für künftige Verwaltungsaufgaben ausgebildet wurden. Es konnten zum Ende der Ausbildung zwei Abschlüsse erworben werden. Das waren ein niedrigrangiges Diplom in Verwaltungslehre sowie ein Volldiplom in Verwaltungslehre und Recht.

## Sehenswürdigkeiten
Im Gebiet um Nongoma gibt es vier königliche Paläste, die dem gegenwärtigen Zulu-König gehören:
- Khethomthandayo Royal Palace – Wohnort einer seiner Frauen
- Kwakhangelamankengane Royal Palace – Wohnort seiner dritten Frau Princess Queen Mantfombi Dlamini-Zulu
- Linduzulu Royal Palace – Wohnort seiner ersten Frau Queen MaNdlovu
- Enyokeni Royal Palace – Traditioneller Palast des Königs und Wohnort von Queen MaMchiza. Anfang September findet hier der Umhlanga (‚Schilftanz‘) statt.

## Söhne und Töchter der Stadt
- Goodwill Zwelithini kaBhekuzulu (1948–2021), König der Zulu